# 駐日カメルーン大使館
駐日カメルーン大使館（フランス語: Ambassade du Cameroun au Japon、英語: Embassy of Cameroon in Japan）は、カメルーンが日本の首都東京に設置している大使館である。

## 沿革
1960年1月に日本がカメルーン（同月独立）を承認。カメルーンは1988年1月に日本に大使館を開設し、日本は1991年1月に在カメルーン大使館を開設した。

## 所在地
- 住所: 〒154-0003 世田谷区野沢3丁目27-16[2]
- アクセス: 東急東横線 学芸大学駅西口

## 大使
2008年5月29日より、ピエール・ンジェンゲが特命全権大使を務めている。

## 管轄
日本全土を加えて、駐日カメルーン大使館はオーストラリアを管轄している。

## ギャラリー

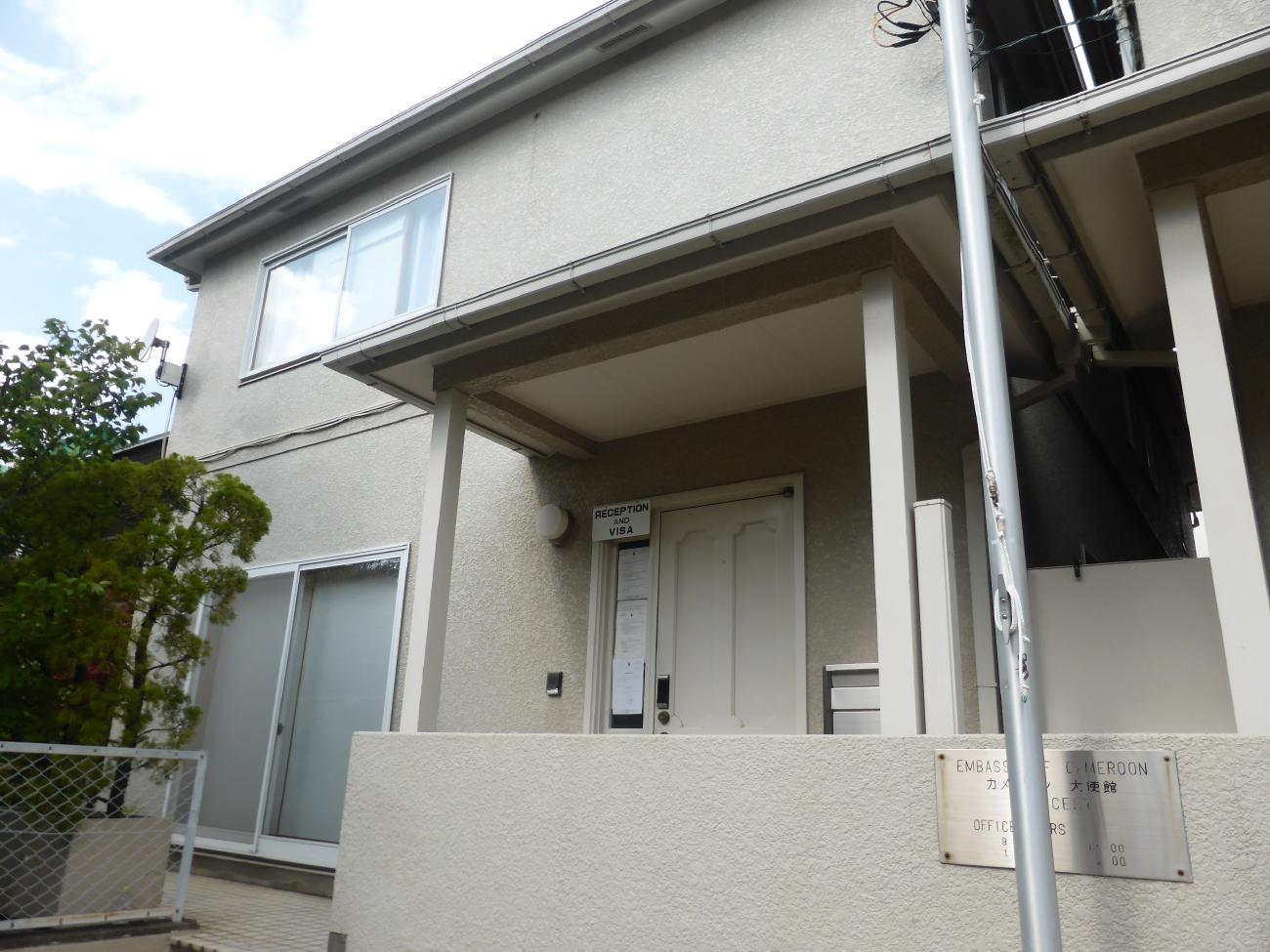
カメルーン大使館正面玄関
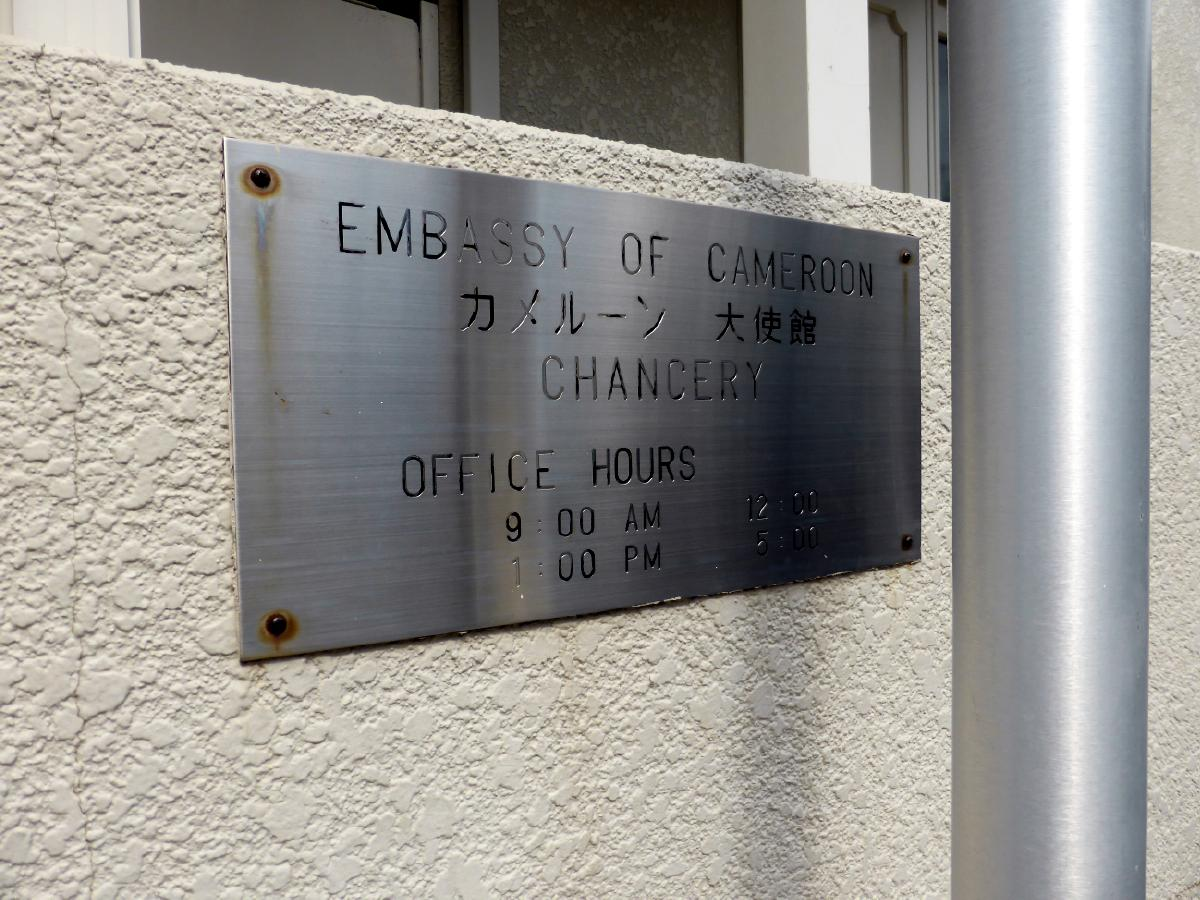
カメルーン大使館の開館時間